# 黄山镇 (临沂市)
黄山镇，是中华人民共和国山東省临沂市罗庄区下辖的一个乡镇级行政单位。

## 行政区划
黄山镇下辖以下地区：
菊花屯社区、前黄山村、后黄山村、老屯村、蝎子山村、谢官庄村、栗林村、柴口村、东蔡村、西蔡村、西山村、李官庄村、舒官庄村、蒋史汪一村、蒋史汪二村、柳行村、桃园村、凤凰庄村、安头村、木柞一村、木柞二村、木柞三村、木柞四村、双合村、文曲山村和峰山村。